# Udham Singh Nagar
Der Distrikt Udham Singh Nagar (Hindi: ऊधम सिंह नगर ज़िला) ist ein Distrikt des indischen Bundesstaats Uttarakhand. Distrikthauptstadt ist Rudrapur. Udham Singh Nagar wurde im Oktober 1995 als eigenständiger Distrikt aus dem  Distrikt Nainital herausgelöst.

## Geografie
Der Distrikt Udham Singh Nagar liegt in der Division Kumaon im Südosten von Uttarakhand. Der Distrikt bildet einen 135 km langen Schlauch mit einer durchschnittlichen Breite von 19 km, der vollständig in der Gangesebene liegt und nur im äußersten Nordosten an die erste Bergkette der Siwaliks reicht. Im Süden grenzt der Distrikt an den Bundesstaat Uttar Pradesh. Im Norden liegt Nainital. Im äußersten Nordosten grenzt der Distrikt an Champawat sowie an Nepal. 
Die größten Städte sind Rudrapur mit 154.485 Einwohnern (Stand 2011, städtischer Ballungsraum) und Kashipur mit 121.610 Einwohnern (Stand 2011, Stadtgebiet).
Die Fläche des Distrikts Udham Singh Nagar beträgt 2542 km².

## Bevölkerung
Nach der Volkszählung 2011 hatte der Distrikt Udham Singh Nagar 1.648.902 Einwohner.

## Verwaltungsgliederung
Der Distrikt ist in 8 Tehsils gegliedert:
- Bajpur
- Gadarpur
- Jaspur
- Kashipur
- Khatima
- Kichha
- Rudrapur
- Sitarganj

Es gibt zwei Municipal Corporations (Nagar Nigam):
- Kashipur
- Rudrapur

Ferner befinden sich 6 Nagar Palika Parishads im Distrikt:
- Bajpur
- Gadarpur
- Jaspur
- Khatima
- Kichha
- Sitarganj

Nagar Panchayats im Distrikt sind:
- Dineshpur
- Kelakhera
- Mahuadabra
- Mahuakheraganj
- Shaktigarh
- Sultanpur Patti